# キューバ系アメリカ人財団
キューバ系アメリカ人財団（Cuban American National Foundation, CANF）は、キューバのカストロ社会主義政権の打倒に専念しているNPOの反体制組織でありテロ組織。ホルヘ・マス・カノーサ（Jorge Mas Canosa）らが、1981年にアメリカのフロリダ州で設立した。日本語では、全米キューバ系アメリカ（米国）人財団、或いはキューバ・アメリカ財団とも称される。亡命キューバ人組織としては、人員・資金ともに最大の規模を有し、アメリカなどで数千人の構成員を抱えている。長年、強硬的な反カストロ政権団体として知られていたが、1997年に設立者であるカノーサが死去してからは、伝統的な強硬路線を修正し、以降、共和党と同盟関係にある。

## 概要
キューバ系アメリカ人財団（CANF）は、アメリカ政府の外交政策の一環として誕生した。1981年にアメリカ大統領に就任したロナルド・レーガンは、米ソデタントが崩れたことから東側陣営に対する外交政策を見直し、ラテン・アメリカ諸国における社会主義政権や反体制ゲリラに対して、タカ派的外交姿勢をとり始めた。その一環として、当時レーガン政権の国家安全保障問題担当大統領補佐官だったリチャード・アレンの発案を受け、ホルヘ・マス・カノーサらキューバ人反共主義者によって設立されたのがCANFである。
CANFは、フロリダ州のマイアミに本部を、ワシントンD.C.に支部を有している。また、タンパ、プエルトリコのサンファン、ニュージャージー州ウェストニューヨーク（West New York, New Jersey）、ニューオーリンズ、ロサンゼルス、フロリダ州ジャクソンビル、シカゴの各都市には、CANFの代表者が常駐している。
1981年の設立以来、アメリカにおける主要な亡命キューバ人組織として、ワシントンD.C.におけるキューバ系アメリカ人のためのロビー活動を行なってきた。過去20年にわたり、現キューバ政府（カストロ政権）へ対抗すべく、アメリカ合衆国連邦政府が対キューバ政策を決定する際に、共和党と民主党の意見が一致するように働きかけを行なってきた。また、CANFは1990年から1992年にかけて、米国民主主義基金から25万ドルの支援金を受け取った。この支援金が、1997年のハバナにおける#テロ活動の資金に使用されたと指摘する声もある。
CANFは、対カストロ政権強硬派の筆頭組織として、マイアミの経済的裕福層の中に数多く存在する、反カストロ強硬派の支持を永らく受けてきた。しかし、CANF設立者のホルヘ・マス・カノーサが1997年に死亡したことで、カノーサが規定したCANFのイデオロギーに基づく組織的結合力が失われ始めた。
カノーサの死亡後、彼の息子であるホルヘ・マス・サントス（Jorge Mas Santos）が組織指導者の後任となった。しかし、彼は2003年に行なったロイター通信とのインタビューで、将来のキューバ国家像を巡り、カストロ兄弟（フィデル及びラウル）以外の現カストロ政権関係者とも、対話を実施したい旨を述べた。この発言は、キューバへの軍事侵攻も含め、対カストロ政権強硬政策を長らく実施しようとしてきた強硬派CANF支持者から強い批判を受けた。そして2001年、カノーサが提唱したイデオロギーの信念を曲げない人々は、CANFから離別して「キューバ自由協議会」（Cuban Liberty Council）という組織を結成し、CANFは政策の方針対立による分裂に見舞われた。
もっとも、CANFが亡命キューバ人組織としては最大の組織であることに変わりはなく、CANFの方針転換は対キューバ政策に関する亡命キューバ人の考え方に変化が起きていることを示していると言える。そして、カストロの健康問題を契機に「ポスト・カストロ」政権に対する動きが活発化する中、CANFの活動にも注目が集まっている。

## テロ活動
CANFは、キューバ政府や一般キューバ市民、対キューバビジネスへの反発によるテロ行為との関連性が指摘されている。すなわち、1997年7月から9月にかけて立て続けに発生し、一名の外国人犠牲者を出した、ハバナにある3軒のホテルを標的とする連続爆弾テロについて、キューバ内務省は「CANFによって立案・実行された行為」と主張している。CANFはキューバ内務省の主張を否定しているが、連続爆弾テロの主謀者とされるルイス・ポサダ・カリレスは、1998年に受けたニューヨーク・タイムズ誌とのインタビューにおいて、「キューバにおける観光産業の成長に冷や水をあびせるべく、一連のホテル爆破事件を引き起こした際に、CANFから財政支援を受けた」と供述。CANFがポサダの供述を強く否定したためか、インタビュー後にポサダは件の発言を撤回している。しかし、彼は自叙伝でCANF人士との長期に亘る交友関係について言及しており、ポサダとCANFに深い繋がりが存在することは確実な模様である。なお、CANFの元高官はマイアミの新聞に対し、1990年代に幾人かの指導者達が、キューバに対する攻撃を計画していたと述べている。
カリレスは後2005年にアメリカへ密入国した際にテロ行為への虚偽申告による出入国管理法違反容疑で逮捕されたが、エルパソの連邦地方裁判所は2011年4月、無罪を言い渡した。キューバやベネズエラが“テロとの闘い”を掲げるオバマ政権を二重基準であるとして非難するのは必至と見られている。

## アメリカに亡命した主なスポーツ選手
- レイ・オルドニェス
- アレクセイ・ラミレス
- ユニエスキー・ベタンコート
- ユネル・エスコバー
- ホセ・コントレラス
- ヨエニス・セスペデス
- アロルディス・チャップマン
- オーランド・ヘルナンデス
- リバン・ヘルナンデス

## 資料
1. ↑  Trojan Horse: The National Endowment for Democracy（William Blum著、英語）、トロイの木馬：米国民主主義基金（NED）（資料1の日本語訳）
2. ↑  ブッシュとカストロ（２）、［3］亡命キューバ人も分裂（出典：CASA de CUBA）
3. ↑  Explosions hit 3 hotels in Havana, killing 1, September 4, 1997.（CNN、英語）
4. ↑  Official statement about terrorist arrest（By The Hartford Web Publishing、英語）
5. ↑  Accused bomber makes calm TV confession in Cuba（By The Hartford Web Publishing、英語）
6. ↑  Key Cuba Foe Claims Exiles' Backing, July 12, 1998.（ニューヨーク・タイムズ、英語）
7. ↑  MiamiHerald.com|06/22/2006|Exile: We plotted attacks on Cuba（マイアミ・ヘラルド、英語）
8. ↑  米地裁、元CIA工作員に無罪　キューバへのテロ関与で 共同通信2011年4月9日

その他参考になる資料
- 対キューバ経済制裁 -経済制裁二法の成立とCANFの影響- CANFのロビー活動に関する論文。